# Pfarrkirche Adlwang

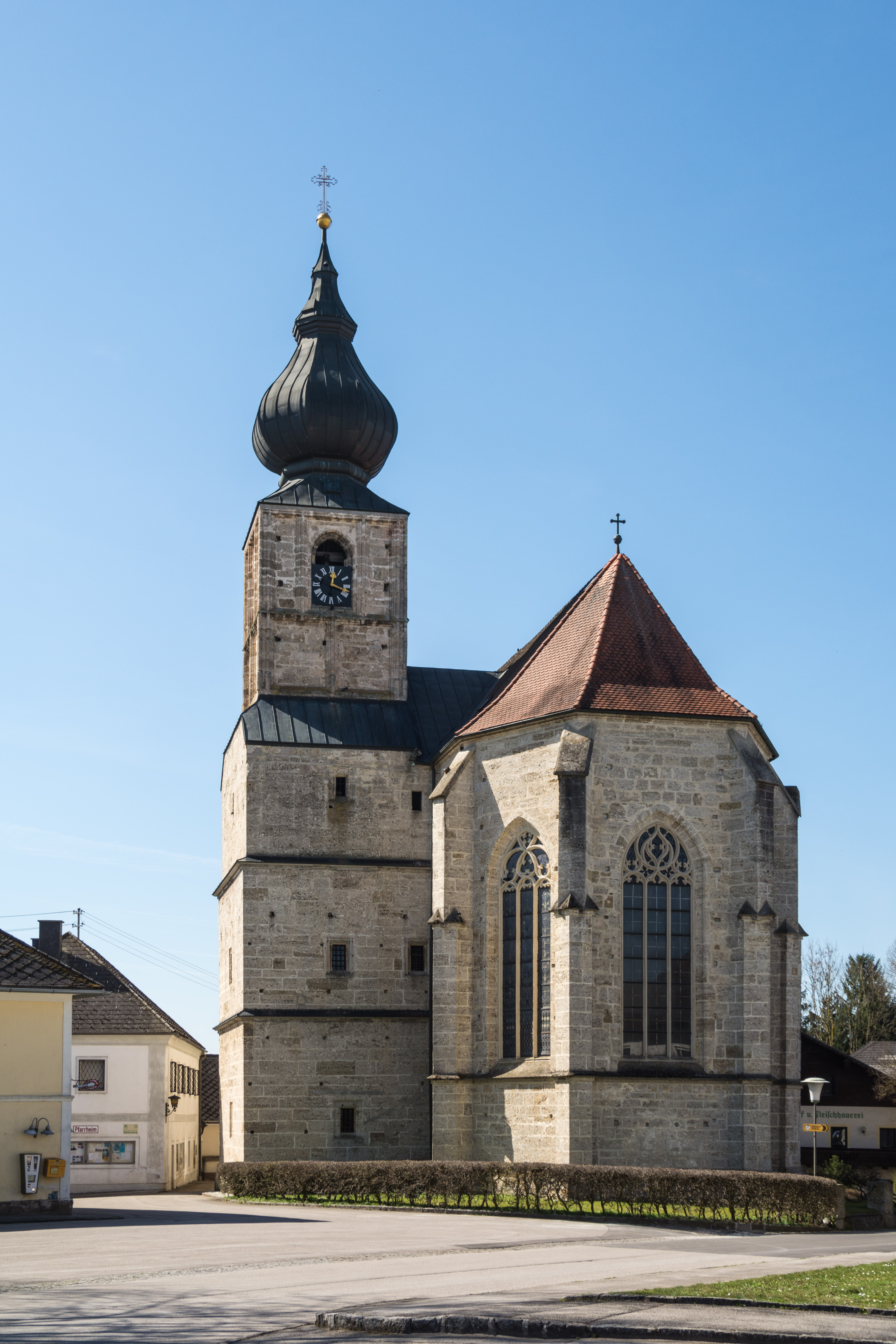
Pfarrkirche Sieben Schmerzen Mariä in Adlwang

Die Pfarrkirche Adlwang – auch eine Wallfahrtskirche – steht im Ort Adlwang in der Gemeinde Adlwang in Oberösterreich. Die römisch-katholische Pfarrkirche Sieben Schmerzen Mariä – dem Stift Kremsmünster inkorporiert – gehört zum Dekanat Kremsmünster in der Diözese Linz. Die Kirche steht unter Denkmalschutz.

## Geschichte
Anfangs wurde ein Adelssitz um 1180 genannt. Eine Marienkapelle wurde urkundlich um 1325 genannt. 1431 wurde der Chor und der Turm gebaut. Im Ende des 15. Jahrhunderts wurde die Kirche erweitert. 1589 wurde die Kirche umgebaut. In der 1. Hälfte des 17. Jahrhunderts wurde das Langhaus neu gebaut.

## Architektur
Der langgestreckte dreijochige Chor mit einem 3/6-Schluss hat ein Netzrippengewölbe mit Dreiparallelrippen auf Diensten und Maßwerkfenster. Das spätgotische Nordportal ist außen vermauert. Die Sakristeitür ist spätgotisch gerahmt. Das einschiffige dreijochige tonnengewölbte barocke Langhaus hat eine barocke dreiachsige Westempore mit einem vorschwingenden Mittelteil. Der Turm und ein Treppentürmchen stehen im südlichen Chorwinkel und haben eine Stabwerkgliederung. Der Zwiebelhelm des Turmes ist aus der 2. Hälfte des 17. Jahrhunderts.

## Ausstattung
Der Hochaltar aus dem Jahr 1663 trägt mittig ein Kreuz, eine Gnadenbildumrahmung und kniende Engel um 1719. Es gibt ein gotisches Vesperbild um 1410/1420 mit seitlichen stehenden Engeln aus dem Jahr 1661. Die Seitenaltäre von 1732 wurden von einem Bildhauer aus Hall geschaffen und mit Bildern des Malers Matthias Auhuber aus Hall versehen. Die Kanzel ist aus dem 3. Viertel des 18. Jahrhunderts.
Die Orgel ist aus dem letzten Viertel des 18. Jahrhunderts und besitzt 14 klingende Register. Sie ist ein Werk des berühmten Orgelbauers Peter Hölzl in Garsten bei Steyr.